# Agustín Andreu
Agustín Andreu Rodrigo (Paterna, Valencia, 30 de septiembre de 1928) es un filósofo español. Es presidente de honor de la Sociedad Española Leibniz.

## Trayectoria
Teólogo y filósofo en una época de pensamiento débil o academicista, se sitúa al margen del laicismo, del posmodernismo y de la academia. Su esfuerzo intelectual se ha volcado en gran medida a hacer visible lo que él llama «la otra Ilustración», traduciendo y prologando a autores como Erik Peterson (1966), Böhme (1979), Lessing (1982) y, con posterioridad, a Leibniz y Shaftesbury. 
Profesor durante casi veinte años en la Facultad de Teología de Valencia y de Ética y Antropología en la Universidad Politécnica, en los años ochenta trabaja en el Instituto de Filosofía del CSIC y posteriormente dirige el Aula Atenea de Humanidades de la Universidad Politécnica de Valencia. Es en este último período cuando, sin dejar de lado sus preocupaciones primeras, edita los tres tomos del Methodus Vítae de Leibniz, traducidos desde 1982. En 2002 se nos descubre como un interlocutor privilegiado de María Zambrano con la publicación de Cartas de la Pièce (Pre-Textos), que abarcan el periodo comprendido entre 1973 y 1976. 
Posteriormente publicará El cristianismo metafísico de Antonio Machado (2004), sin que quede al margen de su interés la figura de Ortega y Gasset en artículos como «Cervantes y Ortega: el misterio de España», publicado en la Revista de Estudios Orteguianos. Es también en este último periodo cuando publica sus tres tomos de Sideraciones, reflexiones libres en las que mezcla la autobiografía, la filosofía y la reflexión anclada en la experiencia personal.

«Muy pronto estudié La teoría de las concepciones del mundo, de Dilthey, y el Discurso de Metafísica, de Leibniz; lo estudié a solas; sin profesorado de ese nivel. Desde Dilthey descubrí a Böhme. Böhme me sacó del problema confesional: desde Dilthey me embarqué en el cristianismo joánico que estaba más allá de los pleitos eclesiásticos y que sabía ver en la naturaleza y la vida el misterio de lo divino. Esto se concretó más tarde cuando traduje e introduje Aurora. Jacob Böhme, además de ayudarme en uno de los peores momentos de mi vida, me liberó del biblicismo y me enseñó a ver el proceso mismo de la vida divina en la naturaleza: la vida tiene un proceso universal. Es una idea que se recuperaría en el siglo XX por Max Scheler. Y con ello la inmanentización de la trascendencia en su forma trinitaria. Pero a la lectura de Böhme llegaba yo desde el concepto griego de sustancia. En los padres griegos me enseñó a fijarme Zubiri.

»A los quince o dieciséis años estudié Naturaleza, Historia, Dios, y ahí encontré el concepto trinitario de sustancia, la interioridad de la sustancia en forma de Fuente, Palabra y Espíritu, así como la orientación hacia los padres griegos. María Zambrano se entusiasmó al verme traducir a Böhme y, antes, al conocer que me ocupaba en los escritores cristianos alejandrinos. Como digo, el zapatero Böhme me enseñó a prescindir de las teologías confesionales y a dirigirme a la observación de la vida y su proceso trinitario. Böhme es sólido, concreto, héroe, anticonvencional y ajeno a la academia y a las iglesias, humilde y veraz».